# Kumi Yokoyama
Kumi Yokoyama (横山 久美 Yokoyama Kumi?,  nacido el 13 de agosto de 1993 en Tokio) es un futbolista japonés que jugaba como delantero.
Yokoyama jugó 24 veces y marcó 11 goles para la selección femenina de fútbol de Japón. Yokoyama fue formó parte de la selección nacional de Japón para los Copa Asiática femenina de la AFC de 2018.
En junio de 2021 Yokoyama reveló su identidad de género como un hombre transgénero.

## Trayectoria

### Clubes
| Club                 | País     | Año         |
| -------------------- | -------- | ----------- |
| Okayama Yunogo Belle | Japón    | 2012 - 2013 |
| AC Nagano Parceiro   | Japón    | 2014 - 2017 |
| Frankfurt            | Alemania | 2017 -      |

### Selección nacional
| Selección | País  | Año    |
| --------- | ----- | ------ |
| Absoluta  | Japón | 2015 - |

## Estadística de equipo nacional
| Selección femenina de fútbol de Japón | Selección femenina de fútbol de Japón | Selección femenina de fútbol de Japón |
| Año                                   | Partidos                              | Goles                                 |
| ------------------------------------- | ------------------------------------- | ------------------------------------- |
| 2015                                  | 5                                     | 2                                     |
| 2016                                  | 8                                     | 3                                     |
| 2017                                  | 11                                    | 6                                     |
| Total                                 | 24                                    | 11                                    |